# Bambi (formație)
Bambi este o formație de muzică pop din România, formată din surorile Raluca Tănase (n.2 ianuarie 1985, București) și Denisa Tănase  (n.13 octombrie 1987, București). S-au reunit in 2011

## Cariera
Încă din copilărie, Raluca și Denisa au dovedit o foarte mare pasiune pentru muzică. Și-au început cariera la  "Palatului Copiilor" din București. Au urmat apariții TV la emisiunile “Ba da, ba nu”, “Feriți-vă de măgăruș” și “Abracadabra”.  Și-au continuat studiile la Liceul de Muzică "George Enescu" din București, iar apoi la  Universitatea Națională de Muzică București.
În anul 1999, trupa Bambi s-a remarcat la emisiunea "Trupa de șoc" de la TVR, unde a câștigat foarte multe voturi din partea telespectatorilor. Ulterior, a încheiat un contract de reprezentanță și management cu '''Fundația Culturală "Phoenix"'''.
În august 2000, Bambi a lansat primul videoclip, "Doi ochi căprui", difuzat în premieră la Festivalul "Callatis" din Mangalia. Tot în august 2000, a lansat primul album, intitulat "Bilețele de dragoste", conținând și piesa "Doi ochi căprui". Această piesă a devenit imediat un hit al tuturor generațiilor, fiind difuzată pe toate posturile de radio și televiziune. Albumul s-a vândut în decurs de 8 luni în peste 100.000 de exemplare.
De atunci și până acum, trupa a continuat să aibă același succes, fiind invitată la toate evenimentele muzicale din țară și din Diaspora.
În 2011, trupa Bambi a câștigat Discul de Aur în pentru cel mai recent album, “Îmi cânt iubirea”.
În 2015, trupa Bambi s-a destrămat, iar Raluca și Denisa și-au început cariere solo, dar cele două au declarat într-un interviu că proiectul Bambi nu va dispărea.

## Discografie
- "Bilețele de dragoste", 2000
- "Albumul nou", 2001
- "Mai sunt trei zile", 2003
- "Spre fericire", 2006
- "Îmi cânt iubirea", 2011